# Neil Gaiman
Neil Gaiman, all'anagrafe Neil Richard MacKinnon Gaiman ([nil ˈɡeɪmən]; Portchester, 10 novembre 1960), è uno scrittore, fumettista, giornalista e sceneggiatore televisivo e radiofonico britannico.
Ha scritto sia libri per bambini (come Coraline) che per adulti (come American Gods e Stardust) e ha ricevuto numerosi premi, tra cui il Premio Hugo, il Premio Nebula e il Premio Bram Stoker. Il Los Angeles Time ha definito il suo graphic novel Sandman «la più grande epopea nella storia dei comics». Da molte delle sue opere sono stati tratti film e serie tv.

## Biografia
Nato a Portchester, un sobborgo di Portsmouth (Hampshire), il 10 novembre 1960 da una famiglia ebraica di origini polacche ed est-europee, comincia la sua carriera come giornalista, scrivendo anche racconti di fantascienza per sceneggiature a fumetti.
Arriva alla casa editrice di fumetti DC Comics durante la cosiddetta British invasion (invasione britannica) degli anni ottanta, insieme a Grant Morrison, Jamie Delano, Peter Milligan, Pat Mills, Alan Grant, Matt Wagner e altri ancora, e debutta con Black Orchid, un oscuro personaggio della DC, che trasforma completamente.
Ottiene la consacrazione come sceneggiatore di fumetti grazie a Sandman, noto personaggio della linea Vertigo, sotto-etichetta della DC Comics. Tra le sue opere più importanti The Books of Magic, che ridefinisce i personaggi mistici e magici della DC Comics, che ha lanciato una serie spin off scritta da John Ney Reiber.
I fumetti di The Sandman, e gran parte di quelli di Gaiman, sono editi in Italia, come pure una delle sue opere preferite: Mr. Punch, realizzata con Dave McKean. Del suo ciclo di Miracleman (17-24), pubblicato dalla Eclipse, rimangono ancora inediti gli ultimi episodi.
Gaiman ha scritto anche romanzi, sceneggiature televisive, favole e storie per l'infanzia (tra cui I lupi nei muri, recentemente pubblicato anche in Italia), drammi radiofonici e testi per canzoni.
Tra i suoi romanzi si ricordano Nessun dove (Neverwhere), nato dalla sceneggiatura della serie televisiva della BBC Neverwhere, Stardust e Good Omens, scritto a quattro mani con Terry Pratchett. Molte delle sue storie brevi sono state raccolte in Smoke and Mirrors: Short Fictions and Illusions. Il suo romanzo American Gods venne premiato con l'Hugo e il Premio Nebula per il miglior romanzo.
Ha collaborato con il musicista Alice Cooper, per il quale ha scritto il concept album The Last Temptation (di cui esiste anche un adattamento a fumetti della Marvel Comics, poi riproposto dalla Dark Horse Comics). Inoltre, sempre in ambito musicale, Gaiman viene menzionato nei primi tre dischi di Tori Amos, Little Earthquakes, Under the Pink e Boys for Pele.
Nel 2003 ha tratto 1602 per la Marvel Comics e disegnato da Andy Kubert, in cui propone una versione alternativa dell'intero universo Marvel, ambientandone le origini nell'anno 1602. Sempre per la Marvel, nel 2006 ha sceneggiato la miniserie Eternals, disegnata da John Romita Jr., con protagonisti gli Eterni creati da Jack Kirby.
Neil Gaiman si è sposato nel 1985 con Mary McGrath, da cui ha avuto tre figli: Michael, Holly e Maddy. Nel 2010 ha sposato in seconde nozze la musicista Amanda Palmer, che gli ha dato un quarto figlio, Anthony.
Nel 2024, otto donne hanno accusato Neil Gaiman di violenza sessuale e abusi, una delle denunce risalirebbe al 1986. Neil Gaiman ha negato tutte le accuse. Nel gennaio 2025, a seguito delle accuse, la casa editrice statunitense Dark Horse Comics ha dichiarato che non avrebbe più pubblicato opere dell'autore e che la serie I ragazzi di Anansi, trasposizione a fumetti dell'omonimo romanzo, sarebbe stata interrotta.

## Premi letterari
- Premio Alex 2000 con Stardust.
- Premio Bram Stoker al romanzo 2001 con American Gods.
- Premio Nebula per il miglior romanzo 2002 con American Gods.
- Premio Hugo per il miglior romanzo 2002 con American Gods.
- Premio Nebula per il miglior romanzo breve 2003 con Coraline,
- Premio Hugo per il miglior romanzo breve 2003 con Coraline.
- Premio Locus come migliore storia breve 2003 con Presiede Ottobre (October in the Chair)[12].
- Premio Hugo per il miglior racconto breve 2004 con Uno studio in smeraldo (A Study in Emerald)[13].
- Premio Locus come migliore storia breve 2004 con Orario di chiusura (Closing Time)[14].
- Premio Locus come migliore storia breve 2005 con Spose proibite degli schiavi senza volto nella casa segreta la notte del desiderio e del terrore (Forbidden Brides of the Faceless Slaves in the Secrets House of the Nights of Dread Desire)[15].
- Premio Alex 2006 con Anansi Boys.
- Premio Hugo per il miglior romanzo 2009 con The Graveyard Book.
- Carnegie Medal 2010 con The Graveyard Book.
- Premio Hugo per la miglior rappresentazione drammatica, forma breve 2012 con l'episodio di Doctor Who La moglie del Dottore (sesta stagione).
- Premio Locus per il miglior racconto lungo nel 2014 con The Sleeper and the Spindle[16]

## Premi fumettistici
- Premio Yellow Kid al Salone Internazionale dei Comics (1995)

## Opere

### Romanzi
- Buona Apocalisse a tutti! (Good Omens: The Nice and Accurate Prophecies of Agnes Nutter, Witch, 1990), scritto con la collaborazione di Terry Pratchett.
- Nessun dove (Neverwhere, 1996).
- Stardust (Stardust, 1999), con le illustrazioni di Charles Vess.
- American Gods (American Gods, 2001) trad. di Katia Bagnoli, Mondadori editore.
- A Walking Tour of the Shambles (2002), scritto con la collaborazione di Gene Wolfe.
- I ragazzi di Anansi (Anansi Boys, 2005) trad. di Katia Bagnoli, Mondadori editore.
- L'oceano in fondo al sentiero (The Ocean at the End of the Lane, 2013).

#### Romanzi per ragazzi
- Il giorno che scambiai mio padre con due pesci rossi, traduzione di Giorgia Grilli, illustrazioni di Dave McKean, Mondadori, 2004  [1997], ISBN 9788804535010.
- Coraline (2002), con le illustrazioni di Dave McKean.
- I lupi nei muri (The Wolves in the Walls, 2003), con le illustrazioni di Dave McKean.
- Mirrormask (Mirrormask, 2005). Tratto dall'omonimo film. Illustrato da Dave McKean.
- Il ragazzo dei mondi infiniti (Interworld, 2007), scritto con la collaborazione di Michael Reaves.
- Il figlio del cimitero (The Graveyard Book, 2008).
- Crazy Hair (Crazy Hair, 2009), con le illustrazioni di Dave McKean.
- Odd e il gigante di ghiaccio, 2010 (Odd and the Frost Giants, 2008).
- Istruzioni. Tutto quello che ti serve sapere per il tuo viaggio (Instructione, 2010), con le illustrazioni di Charles Vess.
- L'esilarante mistero del papà scomparso, 2014 (Fortunately, the Milk... 2013), con le illustrazioni di Chris Riddell.
- La regina nel bosco, 2015 (The Sleeper and the Spindle, 2014), con le illustrazioni di Chris Riddell.
- Il sogno di argento, 2016 (Interworld - The Silver Dream, 2013), scritto con la collaborazione di Michael Reaves. È il seguito di Il ragazzo dei mondi infiniti.

### Racconti
- Io, Cthulhu (1987)

### Raccolte di racconti
- Smoke and mirrors (1998).
- Cose fragili (Fragile things, 2006).
- Il cimitero senza lapidi e altre storie nere (M is for Magic, 2007).
- A calendar of tales (2012)[17].
- Trigger Warning (2015)
- Miti del Nord (Norse Mythology, 2017)

### Fumetti
- Casi violenti (Violent cases, 1987). Illustrato da Dave McKean.
- Black Orchid (1988).
- The Books of Magic (The books of magic, 1991).
- Miracleman: The Golden Age (1992).
- Signal to Noise (1992). Illustrato da Dave McKean.
- La crociata dei bambini (The Children's Crusade, 1994).
- L'ultima tentazione (The Last Temptation, 1994). Dal concept album The Last Temptation, scritto con Alice Cooper.
- La tragica commedia o la comica tragedia di Mr Punch (Mr Punch, 1994). Illustrato da Dave McKean.
- Angela (Spawn - Angela, 1995).
- Neil Gaiman's Midnight Days (1999). Raccolta.
- Il san Valentino di Arlecchino (Harlequin Valentine, 2001).
- Mr. Hero the Newmatic Man ideato da Neil Gaiman per la Tekno Comics (insieme a Lady Justice).
- Mistero celeste (Murder Mysteries, 2002). Tratto dall'omonimo racconto in Smoke and Mirrors.
- 1602 (1602, 2003).
- Creatures of the night (2004). Tratto dai racconti The Price e The Daughter of Owls, in Smoke and Mirrors.
- Nessun dove (Neverwhere, 2006). Tratto dall'omonimo romanzo. L'adattamento è stato scritto da Mike Carey.
- Gli eterni (Eternals, 2006).
- The Graveyard Book, 2014. Tratto dal romanzo Il figlio del cimitero. L'adattamento è a cura di P. Craig Russell.

#### Serie di Sandman
I fumetti del ciclo di Sandman (The Sandman) includono la serie omonima pubblicata dalla DC Comics tra il 1989 e il 1996 (dal 1993 per l'etichetta Vertigo) in seguito raccolta in 7 volumi, alla quale fanno seguito diverse miniserie spin-off e storie singole realizzate per albi antologici.
1. Preludi & notturni (Preludes & nocturnes).
2. Casa di bambola (The Dolls House).
3. Le terre del sogno (Dream country).
4. La stagione delle nebbie (Season of mists).
5. Il gioco della vita (A Game of You).
6. Favole e riflessi (Fables & Reflections).
7. Vite brevi (Brief Lives).
8. La locanda alla fine dei mondi (World's End).
9. Le eumenidi (The Kindly Ones).
10. La veglia (The Wake).

- Death: l'alto costo della vita, miniserie con disegni di Chris Bachalo (matite) e Mark Buckingman (chine), 1993.
- Death: Il grande momento della tua vita (Death - The Time of Your Life).
- Sandman: Notti eterne (The Sandman: Endless Nights).
- The Sandman: Overture, miniserie con disegni di J. H. Williams III, 2013-2014.

1999
Per il decennale della creazione del personaggio Neil Gaiman ha scritto una fiaba ispirata al folclore giapponese, intitolata The Sandman. Cacciatori di sogni (The Sandman: The Dream Hunters) illustrata da Yoshitaka Amano pubblicata nel 1999. Al libro, dieci anni dopo, è seguita l'omonima serie a fumetti pubblicata in quattro puntate.

### Saggi
- Duran Duran: The book, (1984).
- Ghastly beyond belief, (1985). Scritto con Kim Newman.
- Don't Panic - Douglas Adams & The Hitchhiker's Guide To The Galaxy (1988, Second revised edition 1993)
- Miti del Nord, (2018) (Norse Mythology, 2017).
- Questa non è la mia faccia, (2019)

### Sceneggiature
- Neverwhere – miniserie TV in 6 episodi, regia di Dewi Humphreys (1996). Sceneggiatura con Lenny Henry.
- Babylon 5, episodio La cometa dei Brakiri (1998).
- A short film about John Bolton, (2003).
- MirrorMask, regia di Dave McKean (2005). Sceneggiatura con Dave McKean.
- Stardust, regia di Matthew Vaughn (2007). Tratto dall'omonimo libro illustrato.
- La leggenda di Beowulf (Beowulf), regia di Robert Zemeckis (2007). Sceneggiatura con Roger Avary.
- 10 Minute Tales, episodio Statuesque (2009).
- Doctor Who, episodio La moglie del Dottore (2011).
- Doctor Who, episodio Incubo Cyberman (2013).
- Good Omens – serie TV (2019-in corso).
- The Sandman – serie TV (2022-in corso).
- Anansi Boys – serie TV (2024).

## Filmografia

### Attore
- The Untold Tales of Armistead Maupin, regia di Jennifer m. Kroot (2017)
- The Big Bang Theory, stagione 11 episodio 21

### Cartoni animati
- È comparso in versione cartone animato nella serie I Simpson nell'episodio "Il colpo del libro" ("The Book Job" nell'originale, codice NABF22)